# Bauhinia variegata
Bauhinia variegata L. è una pianta arborea della famiglia delle Fabacee (o Leguminose).

## Descrizione

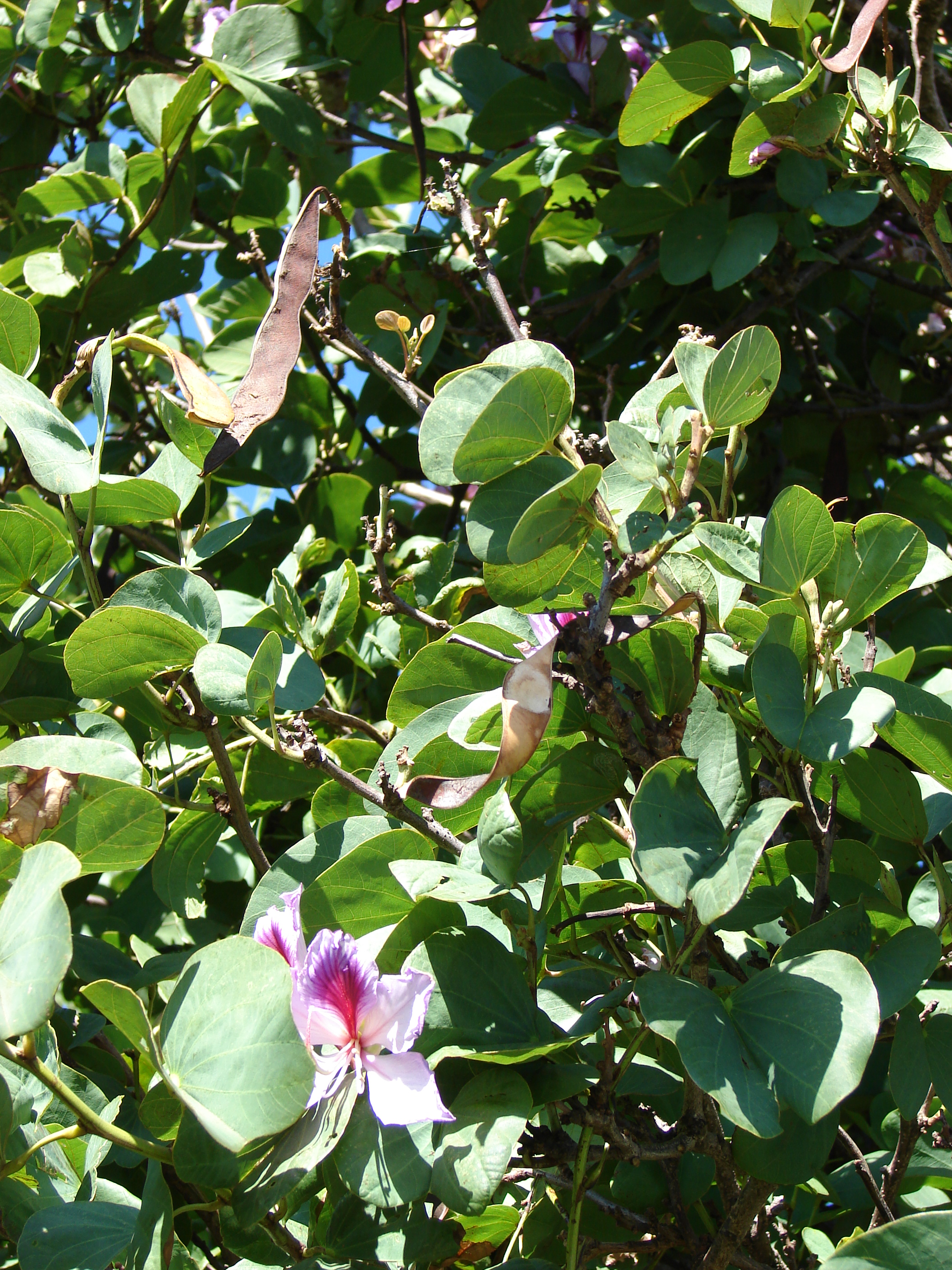
Foglie
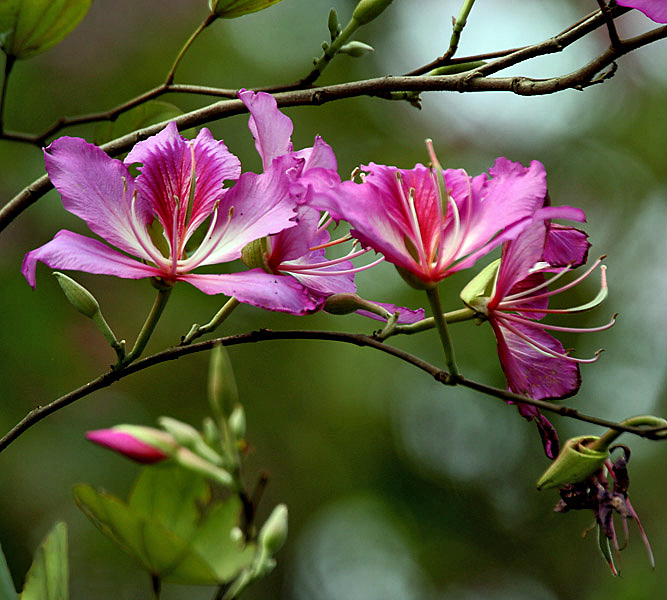
Fiore
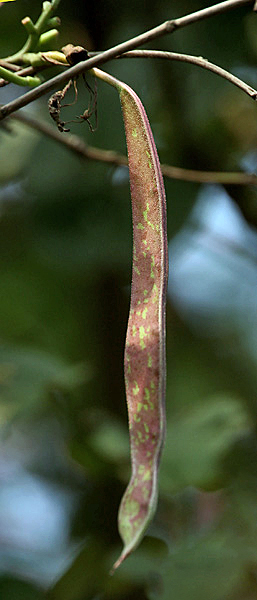
Frutto
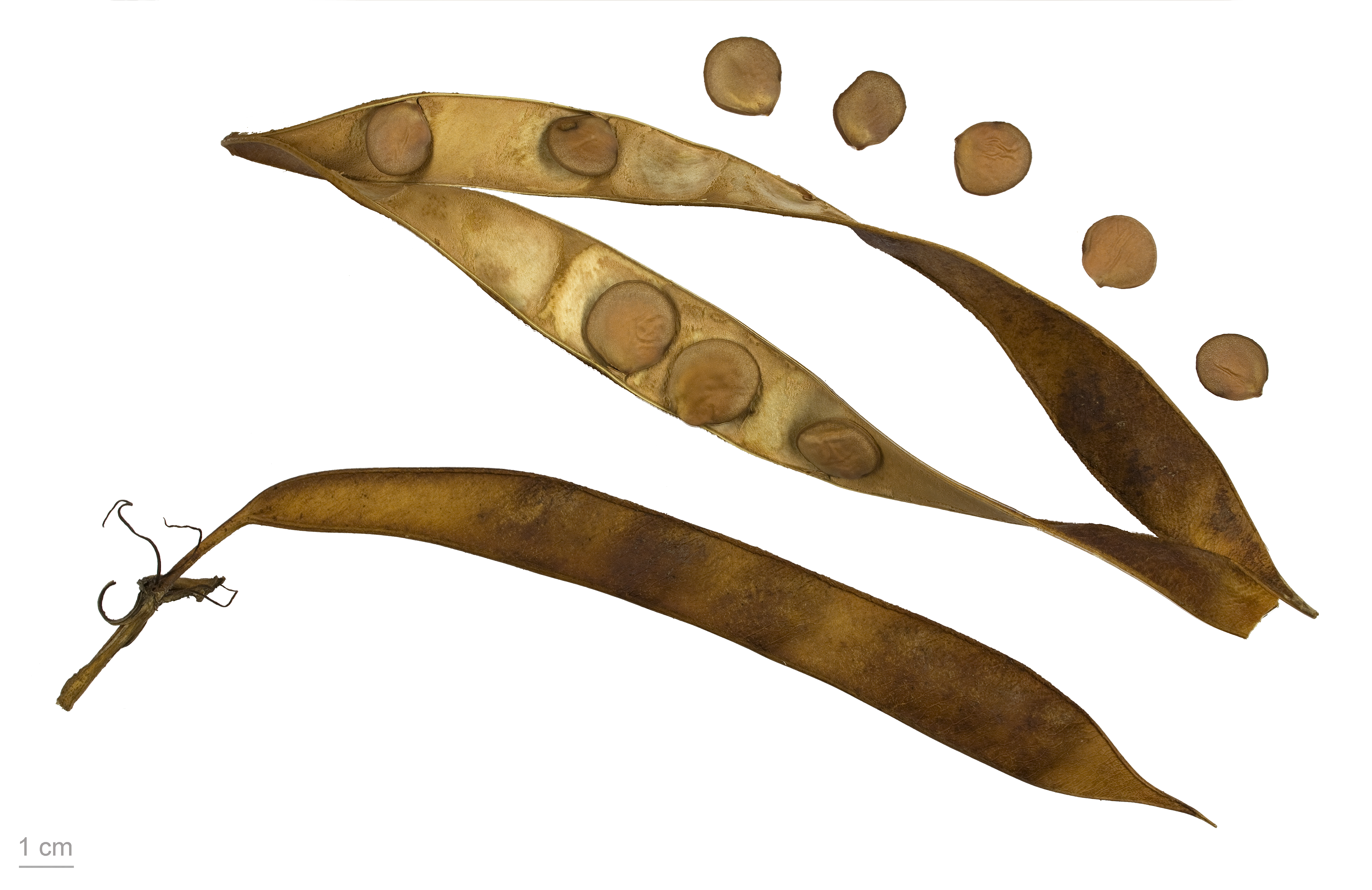
Semi

## Distribuzione e habitat
L'areale di origine di Bauhinia variegata comprende Pakistan, India, Nepal, Bangladesh, Cina meridionale, Myanmar, Thailandia settentrionale, Laos e Vietnam settentrionale.
È stata introdotta, e si è naturalizzata, in molti paesi tropicali di America, Africa e Asia.